# سنجاب سیاه

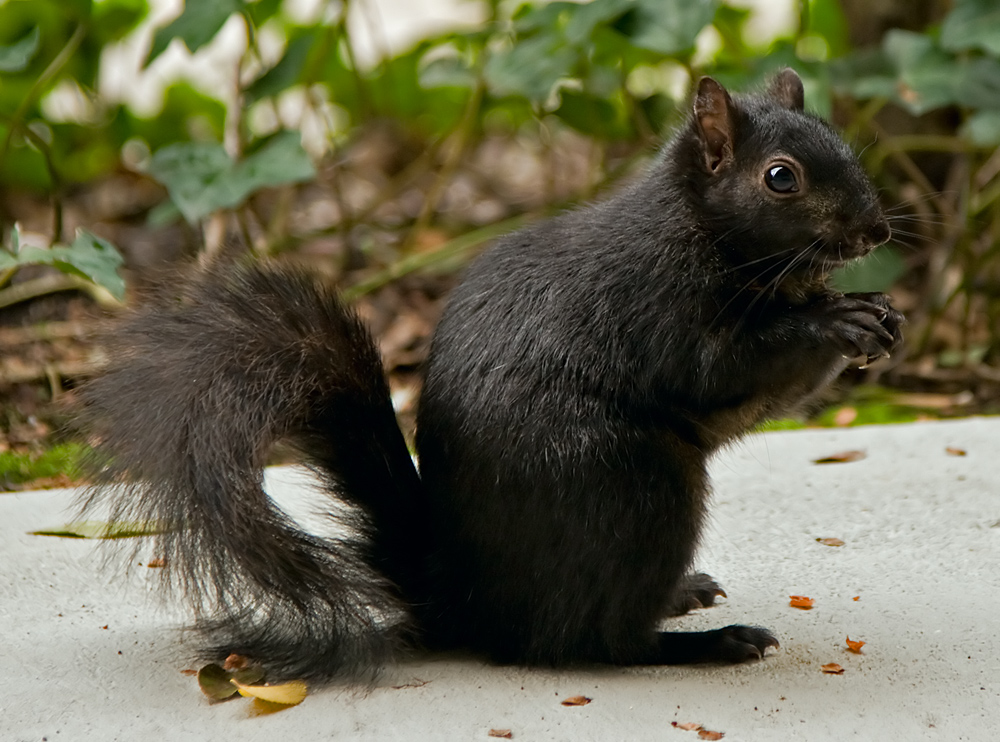
سنجاب خاکستری شرقی ملانیستی در سانتا کلارا، کالیفرنیا.

سنجاب‌های سیاه زیرگروه‌ای از سنجاب‌ها با رنگ سیاه روی خزشان هستند. این پدیده در چندین گونه سنجاب رخ می‌دهد، اگرچه بیشتر در سنجاب خاکستری شرقی (Sciurus carolinensis) و سنجاب روباه (Sciurus niger) دیده می‌شود. شکل‌های سیاه سنجاب‌های خاکستری شرقی و روباهی نتیجه ژن رنگدانه‌ای متفاوت هستند. چندین تئوری در مورد اینکه چرا شکل سیاه رخ می‌دهد، مطرح شده‌است، با برخی پیشنهاد می‌شود که شکل سیاه یک مزیت انتخابی برای سنجاب‌هایی است که در محدوده شمالی این گونه زندگی می‌کنند، با خز سیاه یک مزیت حرارتی نسبت به همتای غیر ملانیکی آن ایجاد می‌کند. سنجاب‌های سیاه از محدوده طبیعی مشابهی با همتایان غیرملانیستی خود برخوردارند. شکل‌های سیاه سنجاب‌های خاکستری شرقی بیشتر در بخش شمالی محدوده آن در اطراف حوضه دریاچه‌های بزرگ رخ می‌دهد. برعکس، شکل‌های سیاه سنجاب‌های روباه معمولاً در بخش‌های جنوب شرقی محدوده طبیعی این گونه، در جنوب شرقی ایالات متحده رخ می‌دهند. اگرچه آنها بیشتر در آن مناطق یافت می‌شوند، اما رنگ آمیزی در بیشتر مناطقی که این گونه‌ها زندگی می‌کنند غیر معمول باقی می‌ماند. با این حال، شکل‌های سیاه سنجاب‌های خاکستری شرقی اکثریت جمعیت این گونه را در استان انتاریو کانادا و ایالت میشیگان ایالات متحده تشکیل می‌دهند. علاوه بر گستره طبیعی، شکل‌های سیاه سنجاب‌های خاکستری شرقی نیز در طول قرن‌های ۱۹ و ۲۰ به مناطق دیگر کانادا، بریتانیا و ایالات متحده وارد شدند. چندین شهرداری و مدرسه عالی در ایالات متحده یک سنجاب سیاه را برای اهداف برندسازی پذیرفته‌اند و از آن به عنوان نماد و/یا طلسم استفاده می‌کنند. برخی از شهرداری‌ها که سنجاب‌های سیاه را به عنوان نمادی برای جامعه خود پذیرفته‌اند نیز احکامی را تصویب کرده‌اند که از تلاش برای تهدید آنها جلوگیری می‌کند.

## شرح

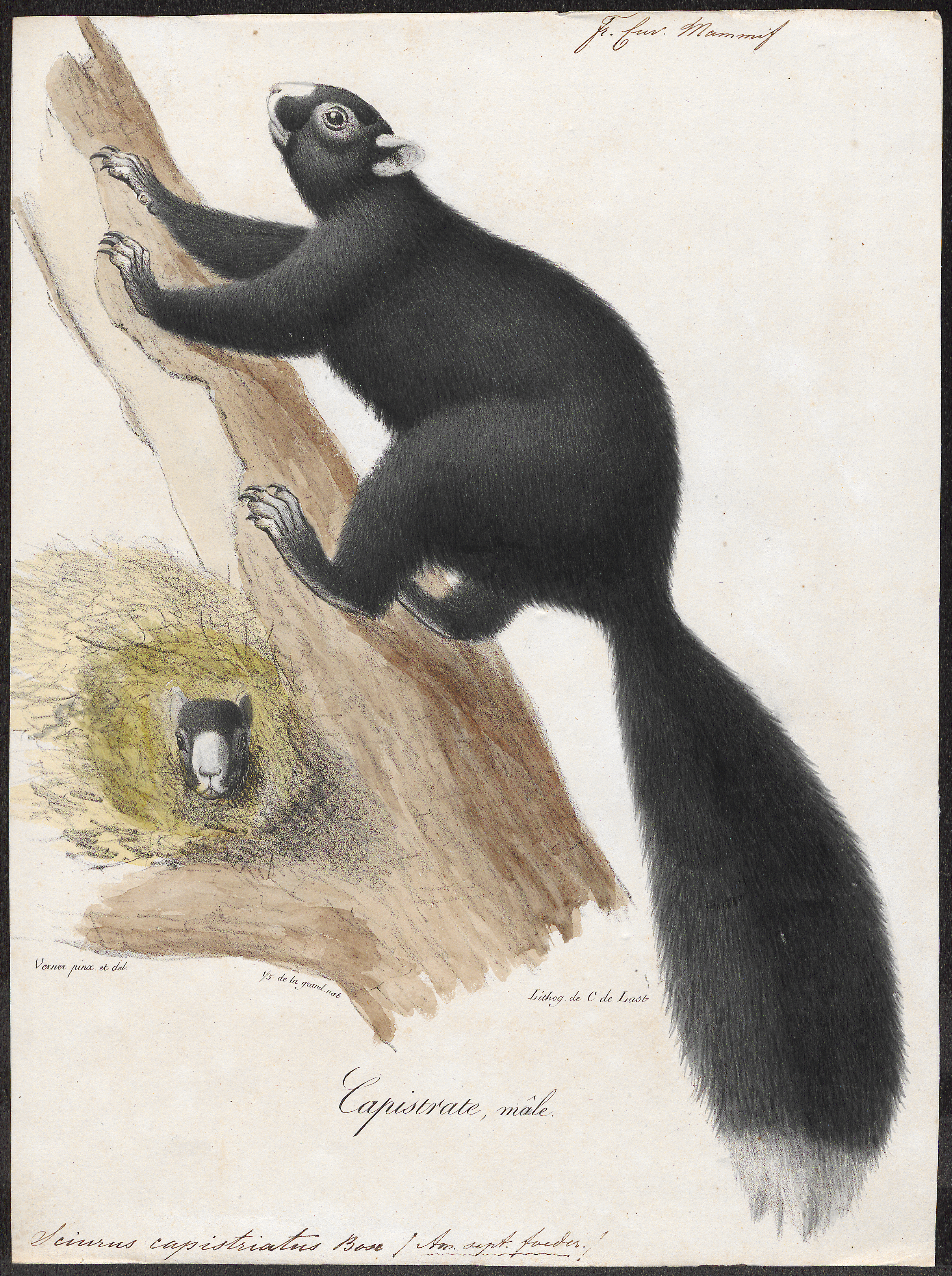
تصویری از یک سنجاب روباه ملانیست. ژن متفاوتی که مسئول سنجاب‌های خاکستری سیاه شرقی است از سنجاب روباه نشات گرفته‌است.

اعتقاد بر این است که رنگ سیاه در سنجاب‌های خاکستری شرقی و سنجاب‌های روباهی از یک ژن رنگدانه متفاوت ناشی می‌شود. مطالعه‌ای که توسط FEBS Letters در سال ۲۰۱۴ منتشر شد نشان داد که چگونه یک ژن رنگدانه که قطعه‌ای از دی ان ای را از دست می‌دهد، می‌تواند عامل تعیین‌کننده پوشش سنجاب خاکستری شرقی باشد. اعتقاد بر این است که ظهور خز سیاه در سنجاب خاکستری شرقی نتیجه حذف ۲۴ جفت باز از ژن گیرنده ملانوکورتین 1 (MC1R) آنها باشد. با آلل خاص به نام MC1R∆24 مطالعه ای که توسط BMC Evolutionary Biology منتشر شد، به شواهدی اشاره کرد که ژن رنگدانه گونه از سنجاب روباه سیاه سرچشمه گرفته و بعداً در نتیجه جفت‌گیری بین گونه‌ها به سنجاب‌های خاکستری شرقی منتقل شد. ; با توجه به اینکه ژن واریانت در هر دو گونه یکسان بود. رنگ پوشش سیاه ناشی از حذف ۲۴ جفت باز در MC1R در جمعیت غربی سنجاب‌های روباه و جهش نقطه‌ای در ژن پروتئین سیگنال‌دهنده آگوتی در جمعیت جنوب شرقی است.شکل‌های سیاه ممکن است در سنجاب‌های زمینی کلمبیایی، سنجاب‌های قرمز اوراسیا، سنجاب‌های زمینی ریچاردسون، و سنجاب‌های خاکستری غربی نیز رخ دهند، اگرچه نمایش چندشکلی رنگی برای دومی بسیار غیرمعمول‌تر است. هیچ ارتباطی بین ملانیسم و تغییرات در MC1R آنها در سنجاب‌های قرمز اوراسیا یافت نشد. با محققان پیشنهاد می‌کنند که تغییرات رنگی مختلف (از جمله شکل‌های سیاه) در سنجاب‌های قرمز اوراسیا و سنجاب‌های روباه یک نتیجه چند ژنی است. ملانیسم با سنجاب‌های زمینی ریچاردسون به دلیل ژن‌های مغلوب است.

## فواید خز سیاه
با توجه به سنجاب سیاه و ملانیسم، دو نظریه اصلی بر ادبیات غالب است، که فراوانی آن نتیجه کریپسیس یا نتیجه تنظیم حرارت است. 

## پنهان‌کاری
این تئوری مطرح شده‌است که سنجاب‌های خاکستری غیر ملانیستی در جنگل‌های تحت سلطه درختان برگ‌ریز دارای مزیت پنهان‌کاری هستند، در حالی که سنجاب‌های سیاه مزیت پنهان‌کاری در مناطق جنگلی در بخش‌های شمالی محدوده آن دارند، جایی که درختان مخروطی بیشتر شایع هستند. این تئوری مبتنی بر این ایده است که جنگل‌هایی که درختان مخروطی غالب هستند مانع از رسیدن نور خورشید بیشتر به جنگل زیر می‌شوند و زیستگاهی با نور کم را فراهم می‌کنند که در آن یک سنجاب با پوشش تیره‌تر می‌تواند در مقایسه با همتای روشن‌تر خود را بهتر پنهان کند. همچنین پیشنهاد می‌شود که سنجاب‌های غیرملانیستی نسبت به همتایان خود در جنگل‌های برگ‌ریز مزیت پنهان‌کاری دارند، زیرا درختان برگ‌ریز برگ‌های خود را بر اساس فصلی می‌ریزند و در طول فصل زمستان منطقه جنگلی زیر آن را روشن می‌کنند. مطالعه‌ای که در سال ۱۹۸۹ بر روی سنجاب‌های روباه ملانیستی انجام شد، نشان داد که رنگ‌های غیر ملانیستی برای پنهان کردن سنجاب در حالت ساکن بهتر است، اما رنگ‌آمیزی ملانیستی پنهان‌کاری بهتری را برای زمانی که در حال حرکت بود فراهم می‌کرد.گمان می‌رود که فراوانی سنجاب‌های خاکستری شرقی با شکل سیاه زمانی نسبتاً رایج در محدوده سنجاب‌های خاکستری شرقی بوده‌است، اگرچه تعداد و جمعیت آنها از دهه ۱۷۰۰ کاهش یافته‌است.  گفته شده‌است که جمعیت آنها به دلیل جنگل زدایی گسترده و شکار سنجاب‌ها برای گوشت و پوست آنها کاهش یافته‌است. با محیط جدید تغییر یافته که سنجاب‌های خاکستری رنگ غیر ملانیستی را در پنهان کردن مزیتی به همراه می‌آورد. با این حال، این نظریه که سنجاب‌های مورف سیاه قبل از دهه ۱۷۰۰ رایج‌تر بودند و جنگل‌زدایی منجر به کاهش آنها شد، توسط برخی از محققان به چالش کشیده شده‌است. یک مطالعه نشان داد که تعداد زیادی از سنجاب‌های خاکستری سیاه شرقی در روستایی جنوب انتاریو زندگی می‌کنند، منطقه‌ای که عمدتاً از زمین‌های کشاورزی تشکیل شده‌است. ملانیسم در سنجاب‌های روباه در بخش جنوب شرقی محدوده طبیعی آن نیز با کریپسیس همراه است، زیرا در جنگل‌هایی زندگی می‌کند که دچار سوختگی دوره‌ای می‌شوند.  گفته می‌شود که تشخیص سنجاب‌های سیاه در جنگل‌هایی که قبلاً سوخته‌اند، به دلیل زیرلایه سیاه‌شده سخت‌تر است. 

## تنظیم حرارت

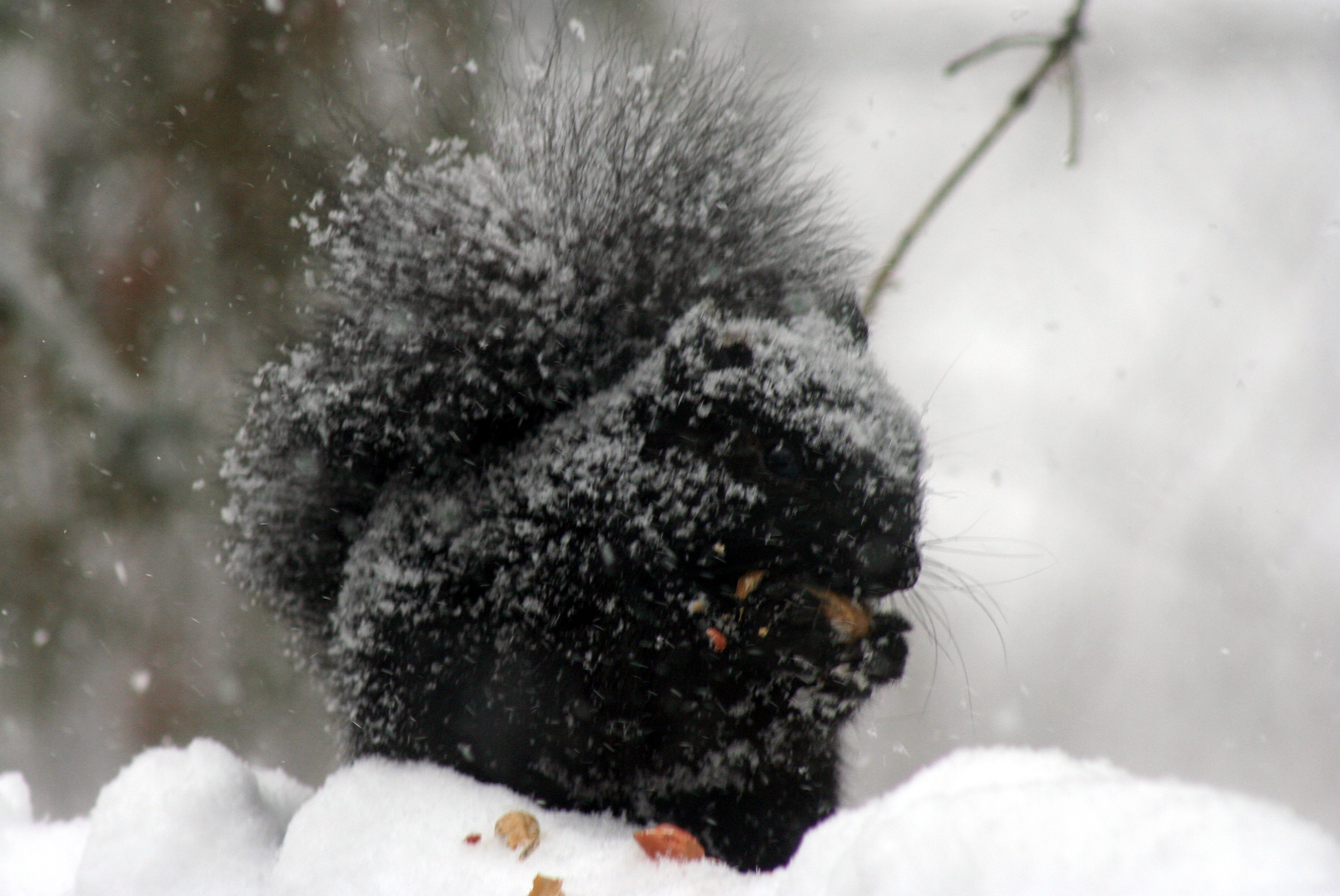
یک سنجاب سیاه در زمستان در استرلینگ، انتاریو. حفظ گرما در هوای سرد به عنوان یک مزیت ملانیسم تئوری شده‌است.

همچنین پیشنهاد شده‌است که سنجاب‌های مورف سیاه با توجه به رنگ پوشششان تحمل سرما را به‌طور قابل توجهی بالاتر از سنجاب‌های خاکستری دارند. حیوانات با پوشش سیاه در دماهای زیر −۱۰ درجه سلسیوس (۱۴ درجه فارنهایت) ۱۸ درصد تلفات حرارتی کمتری داشتند، نرخ متابولیک ۲۰ درصد کمتر، و ظرفیت گرمازایی بدون لرز که بالاتر از شکل خاکستری است. علاوه بر این، محققان مورف رنگ همبستگی منفی قوی با فراوانی سنجاب‌های سیاه و مناطقی با دمای هوای بالا مشاهده کرده‌اند.پوشش سیاه به عنوان یک مزیت انتخابی برای سنجاب‌های ساکن در محدوده شمالی گونه پیشنهاد شده‌است، زیرا به آنها کمک می‌کند در مناطق سردتر ساکن شوند. مزیت حرارتی ظاهری به گسترش دامنه سنجاب خاکستری شرقی به سمت شمال پس از پایان آخرین دوره یخبندان کمک کرده‌است. سنجاب‌های خاکستری سیاه شکل شرقی تا شمال سادبری، انتاریو گزارش شده‌اند که از محدوده سنتی سنجاب‌های خاکستری شرقی گذشته‌است.مطالعه‌ای که توسط مجله اروپایی اکولوژی در سال ۲۰۱۹ بر روی سنجاب‌های روباه شرقی منتشر شد، نشان داد که شکل‌های ملانیستی این گونه در هوای آفتابی و ابری افزایش قابل‌توجهی در دمای سطح خود (خز و پوست) داشتند. در حالی که سنجاب‌های روباهی غیرملانیستی تنها زمانی شاهد افزایش دمای سطح خود بودند که هوا آفتابی و بدون پوشش ابر بود.  اعتقاد بر این است که توانایی آن در به دست آوردن گرما در شرایط آفتابی و ابری دلیلی است که سنجاب‌های ملانیستی در صبح‌های زمستانی فعال تر هستند.  با این حال، همان مطالعه اشاره کرد که هیچ تفاوتی در تولید گرمای متابولیکی بین شکل‌های رنگی وجود ندارد. 

## تولید مثل

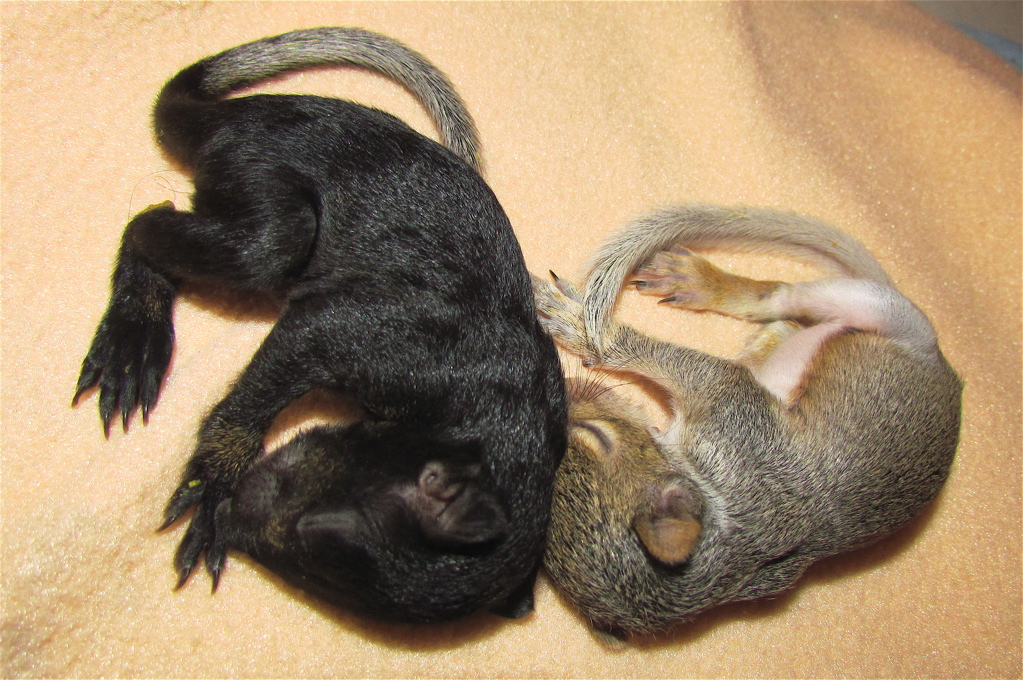
سنجاب‌های خاکستری نوجوان از دو بستر مختلف.

در میان سنجاب‌های شرقی، جفت‌های خاکستری نمی‌توانند فرزندان سیاهی تولید کنند. سنجاب‌های خاکستری دو نسخه از یک ژن رنگدانه خاکستری و سنجاب‌های سیاه یک یا دو نسخه از یک ژن رنگدانه سیاه دارند. اگر یک سنجاب سیاه دو نسخه از ژن سیاه داشته باشد، جت بلک خواهد بود. اگر یک نسخه از یک ژن سیاه و یک ژن خاکستری داشته باشد، قهوه ای-سیاه خواهد بود. تقریباً ۹ درصد از سنجاب‌های خاکستری شرقی ملانیستی، سیاه و سفید هستند.  در مناطقی که غلظت بالای سنجاب‌های سیاه وجود دارد، بستر افراد با رنگ‌های مختلط رایج است.

## تفاوت با سنجاب‌های غیر ملانیست
اگرچه گاهی اوقات در رسانه‌ها از سنجاب‌های خاکستری ملانیستی به عنوان «سوپر سنجاب» یاد می‌شود، مطالعه ای که در سال ۱۹۹۰ روی شکل‌های سیاه و خاکستری سنجاب خاکستری شرقی انجام شد به این نتیجه رسید که تفاوت عمده ای در رفتار بین شکل‌ها وجود ندارد.  همین مطالعه همچنین هیچ تفاوتی بین شکل‌ها در هنگام واکنش به شکارچی انسان یا سگ سگ پیدا نکرد.  با این حال، مطالعه دیگری در سال ۲۰۱۰ همچنین نشان داد که شکل‌های خاکستری سنجاب خاکستری شرقی پس از شنیدن یک شاهین دم قرمز، مستعد شروع پرواز نسبت به شکل‌های سیاه هستند.  اگرچه این واقعیت که مورف‌های سیاه پس از شنیدن یک شاهین دم قرمز کمتر احتمال دارد پرواز را آغاز کنند ممکن است اثر رنگدانه نباشد، بلکه محیطی است که در آنها زندگی می‌کنند.  با توجه به فراوانی بیشتر شکل‌های سیاه در یک محیط شهری، پیشنهاد شده‌است که مورف‌های سیاه تحمل بیشتری برای محرک‌های انسانی/شهری دارند.  همچنین پیشنهاد شده‌است که تفاوت‌های رفتاری با توجه به جفت‌گیری ممکن است بین جمعیت شهری و روستایی سنجاب‌های خاکستری شرقی وجود داشته باشد. مطالعه‌ای در سال ۲۰۱۹ روی سنجاب‌های روباه نشان داد که تفاوت قابل توجهی در متابولیسم بین رنگ‌های مختلف آن گونه وجود ندارد.  با این حال، همان مطالعه روی سنجاب‌های روباه نشان داد که سنجاب‌های روباه ملانیستی نسبت به همتایان غیرملانیست خود در ماه‌های زمستان و بهار فعال‌تر بودند، به طوری که سنجاب‌های روباه ملانیست در طول صبح‌ها ۳۰ درصد فعال‌تر از همتایان غیرملانیست خود بودند.  برعکس، سنجاب‌های روباهی غیرملانیستی در فصل پاییز فعال‌تر بودند.  پیشنهاد شده‌است که افزایش گرمای بیشتر سنجاب سیاه نسبت به دمای سطح آن دلیلی است که آنها می‌توانند زودتر در روز فعال باشند و مدت طولانی تری فعال بمانند. جمعیت‌های طبیعی سنجاب‌های خاکستری مشکی و روباهی را می‌توان در محدوده طبیعی هر دو گونه در آمریکای شمالی یافت، اگرچه فراوانی آنها بسته به منطقه متفاوت است. خز سیاه برای هر دو گونه سنجاب نادر است و با نرخ کمتر از یک درصد رخ می‌دهد. گفته شده‌است که از هر ۱۰۰۰۰ سنجاب خاکستری شرقی، یک مورد شکل سیاه است.پیشنهاد شده‌است که فراوانی رنگ سیاه در جمعیت سنجاب خاکستری شرقی از اواخر دهه ۱۷۰۰ کاهش یافته‌است، به ویژه در جنوب دریاچه‌های بزرگ.  فرکانس بیشتری از شکل سیاه در بخش‌های شمالی محدوده سنجاب خاکستری شرقی وجود دارد. که شامل بخش‌های جنوبی مرکز کانادا و شمال ایالات متحده است.  به‌طور خاص، جمعیت زیادی از سنجاب‌های سیاه در حوضه دریاچه‌های بزرگ یافت می‌شوند، با افزایش قابل توجه فراوانی آنها بین موازی۴۱ شمالی و موازی ۴۵ شمالی.

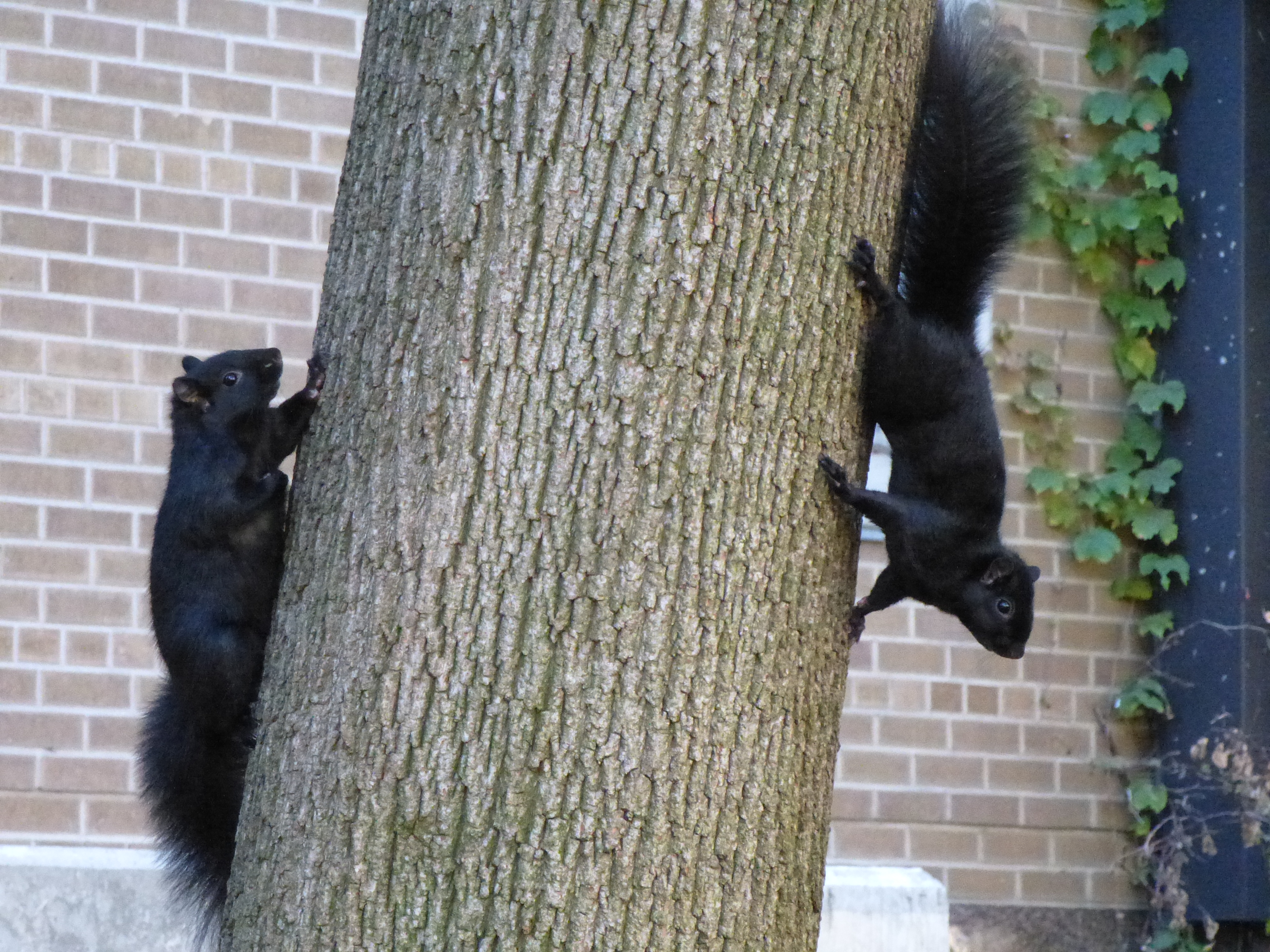
سنجاب‌های خاکستری شرقی جت سیاه در تورنتو ، انتاریو. جمعیت‌های شهری این گونه دارای فراوانی بیشتری از مورف‌های سیاه هستند.

سنجاب‌های سیاه با بیشترین فراوانی در انتاریو و میشیگان اتفاق می‌افتند و رنگ‌های غالب در آن مناطق یافت می‌شوند. با شکل سیاه ۶۶ درصد از سنجاب‌های ثبت شده در iNaturalist در انتاریو و ۵۶ درصد در میشیگان. جمعیت قابل توجهی از مورف‌های سیاه در سایر استان ها/ایالت‌هایی که دریاچه‌های بزرگ را احاطه کرده‌اند نیز وجود دارد. تقریباً ۱۵ درصد از سنجاب‌های خاکستری شرقی در آن نواحی ملانیستی گزارش شده‌اند. جمعیت سنجاب‌های سیاه در جنوب دریاچه‌های بزرگ تا حد زیادی محلی باقی می‌مانند و فراوانی سنجاب‌های سیاه از منطقه‌ای به منطقه دیگر متفاوت است. سنجاب‌های سیاه در مناطق شهری نسبت به مناطق روستایی و جنگل‌ها شایع‌تر بودند. در میان جمعیت‌های برون‌شهری سنجاب‌های خاکستری شرقی، شکل سیاه تنها در فرکانس‌های بالا در انتاریو و شمال میشیگان رخ می‌دهد. برعکس، شکل‌های سیاه سنجاب‌های روباه با بیشترین فراوانی در بخش جنوب شرقی محدوده طبیعی آن، در جنوب شرقی ایالات متحده رخ می‌دهد. مانند سنجاب‌های خاکستری شرقی، فراوانی سنجاب‌های روباه سیاه به منطقه بستگی دارد و به حداکثر فرکانس ۱۳ درصد می‌رسد. اگرچه آنها بیشتر در جنوب شرقی ایالات متحده رخ می‌دهند، اما جمعیت زیادی از سنجاب‌های روباه مورف سیاه ممکن است در مناطق دیگر از محدوده طبیعی این گونه یافت شوند. از جمله شورای بلوفز، آیووا، در اطراف رودخانه میسوری. تقریباً نیمی از سنجاب‌های روباهی که در شورای بلوف یافت می‌شوند، ملانیستی هستند.  سنجاب‌های روباه ملانیستی در شورای بلوفز از آن زمان در سراسر رودخانه میسوری به مناطق دیگر در منطقه شهری اوماها-Council Bluffs گسترش یافته‌اند. سنجاب‌های روباهی ملانیسم اکنون ۴٫۶ تا ۷٫۶ درصد از سنجاب‌های روباه در اوماها را تشکیل می‌دهند. 

## جمعیت‌های معرفی شده

### برنامه‌های معرفی مجدد
چندین جمعیت از سنجاب‌های مورف سیاه نتیجه برنامه‌های معرفی جمعیت مجدد بودند که برای معرفی مجدد گونه یا شکل سیاه به مناطقی که زمانی در آنها زندگی می‌کردند، اما توسط شکار انسان و شکارچیان در قرن‌های گذشته از بین رفته بودند، بودند. سنجاب‌های سیاه در واشینگتن دی سی از هجده شکل سیاه‌پوست گرفته شده در پارک استانی Rondeau در انتاریو و در پارک‌های اطراف مرکز خرید ملی در سال ۱۹۰۲ و در سال ۱۹۰۶ توسط تدی روزولت منتشر شدند. هنوز سطحی از عدم قطعیت در مورد اینکه چرا شکل‌های سیاه رنگ در مرکز خرید ملی معرفی شده‌اند، وجود دارد. اگرچه نمایندگان موزه اسمیتسونیان معتقدند که معرفی آنها ممکن است بخشی از یک تلاش بزرگتر برای احیای جمعیت محلی سنجاب‌های خاکستری شرقی باشد که توسط شکار انسان کاهش یافته‌است. در دهه ۱۹۶۰، رنگ‌های سیاه رنگ فراتر از پارک‌هایی که مرکز خرید ملی را احاطه کرده بودند، گسترش یافتند، اگرچه تا حد زیادی توسط کمربند پایتخت مهار شدند. در سال ۲۰۰۵، تخمین زده شد که مورف‌های سیاه بین ۵ تا ۲۵ درصد از کل سنجاب‌های خاکستری شرقی در آن منطقه را تشکیل می‌دهند.

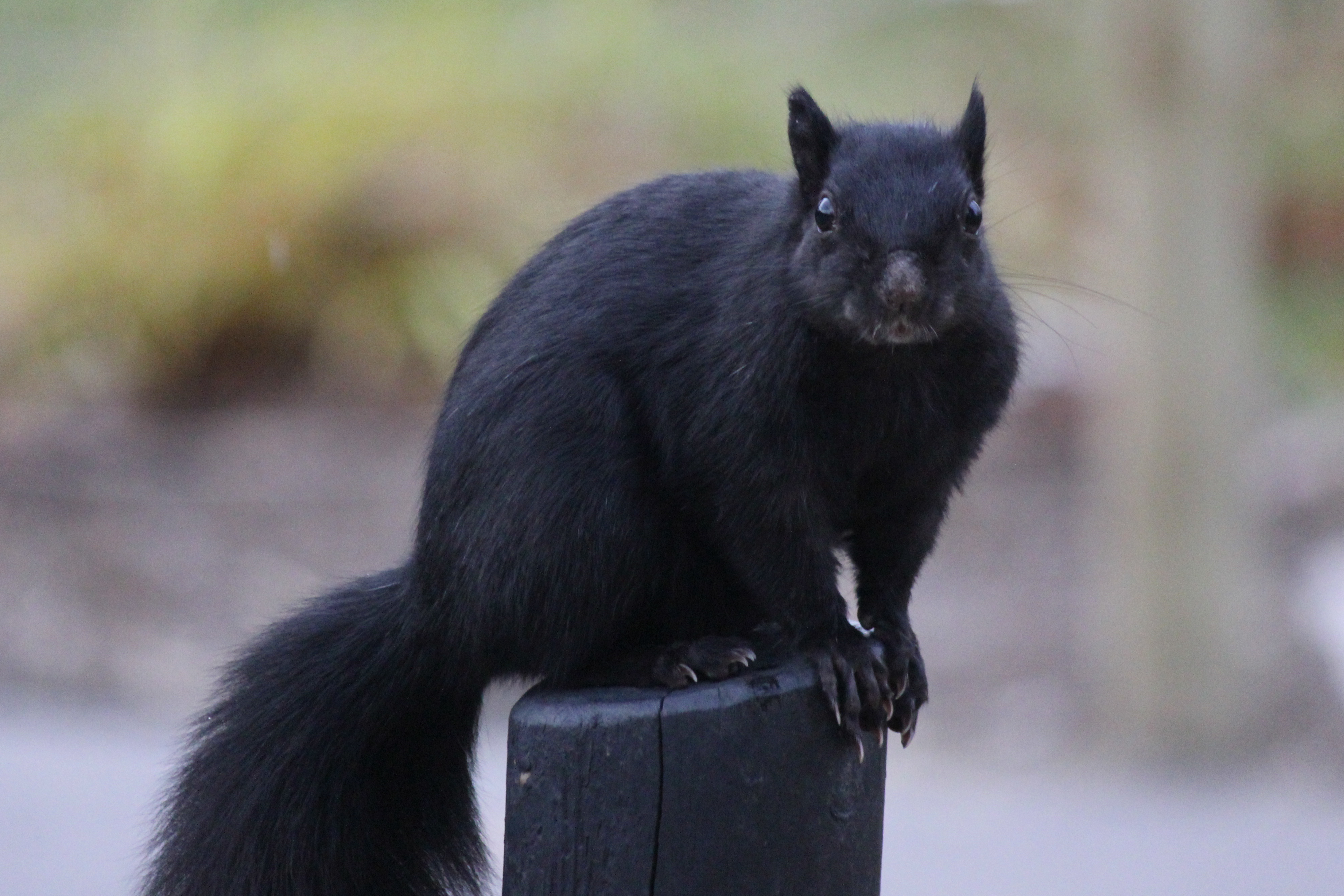
یک سنجاب خاکستری مشکی شرقی در نزدیکی دانشگاه ایالتی میشیگان در شرق لنسینگ. شکل‌های اطراف دانشگاه از جمعیت بازگردانده شده در بتل کریک، میشیگان سرچشمه می‌گیرد.

جمعیت کنونی سنجاب‌های خاکستری سیاه شرقی در بتل کریک، میشیگان در سال ۱۹۱۵ توسط جان هاروی کلوگ معرفی شد، که می‌خواست پس از تخریب جمعیت آنها در قرن‌های گذشته توسط شکارچیان و انسان‌ها، منطقه را با این گونه‌ها پراکنده کند. طبق گزارشات، او ۴۰۰ سنجاب خاکستری شرقی از کنت کانتی، میشیگان، از جمله برخی از مورف‌های سیاه را دریافت کرد و آنها را در جامعه رها کرد. محققان در شمال بتل کریک، در ایستگاه بیولوژیکی کلوگ، بعداً در سال‌های ۱۹۵۸ و ۱۹۶۲ تعدادی از سنجاب‌های خاکستری رنگ سیاه را به دام انداختند و به دستور رئیس دانشگاه آن‌ها را در محوطه دانشگاه ایست لنسینگ دانشگاه ایالتی میشیگان رها کردند.شکل‌های سیاه زمانی در اوهایو وجود داشتند، اگرچه شکل رنگی تا سال ۱۹۳۰ از ایالت حذف شد  با این حال، ابتکاری برای معرفی مجدد شکل‌های سیاه به جمعیت سنجاب‌ها در سال ۱۹۶۱ توسط دانشگاه ایالتی کنت، مستقر در پورتیج کانتی انجام شد. این دانشگاه، با هماهنگی دولت‌های کانادا و ایالات متحده، ده سنجاب سیاه را از لندن، انتاریو، در محوطه دانشگاه آزاد کرد تا این گونه‌ها را دوباره به این منطقه بازگرداند. تا سال ۱۹۶۴، Record-Courier گزارش داد که تعداد سنجاب‌های سیاه به سنجاب افزایش یافته‌است. شکل سیاه سنجاب‌های خاکستری شرقی از آن زمان در شمال شرقی اوهایو گسترش یافته‌است. 

### جمعیت‌های معرفی شده/غیر بومی
چندین جمعیت از سنجاب‌های مورف سیاه به‌طور تصادفی به منطقه وارد شدند. برخی از این جمعیت‌های مورف سیاه توسط جوامعشان پذیرفته شده‌اند، اگرچه برخی دیگر به عنوان گونه‌ای مهاجم برای اکوسیستم محلی در نظر گرفته می‌شوند. معرفی سنجاب‌های سیاه در شهرهای چهارگانه در قرن نوزدهم اتفاق افتاد. طبق یک داستان، که در کتاب پالمرها بیان شده‌است، آنها برای اولین بار در آرسنال جزیره راک توسط خانواده پالمر یا فرمانده پایگاه معرفی شدند. طبق داستان، برخی از مورف‌های سیاه بعداً با پریدن از روی یخ‌های رودخانه می‌سی‌سی‌پی هنگامی که یخ زده بود، از زرادخانه فرار کردند و مناطق دیگر در جزیره راک را پر کردند.

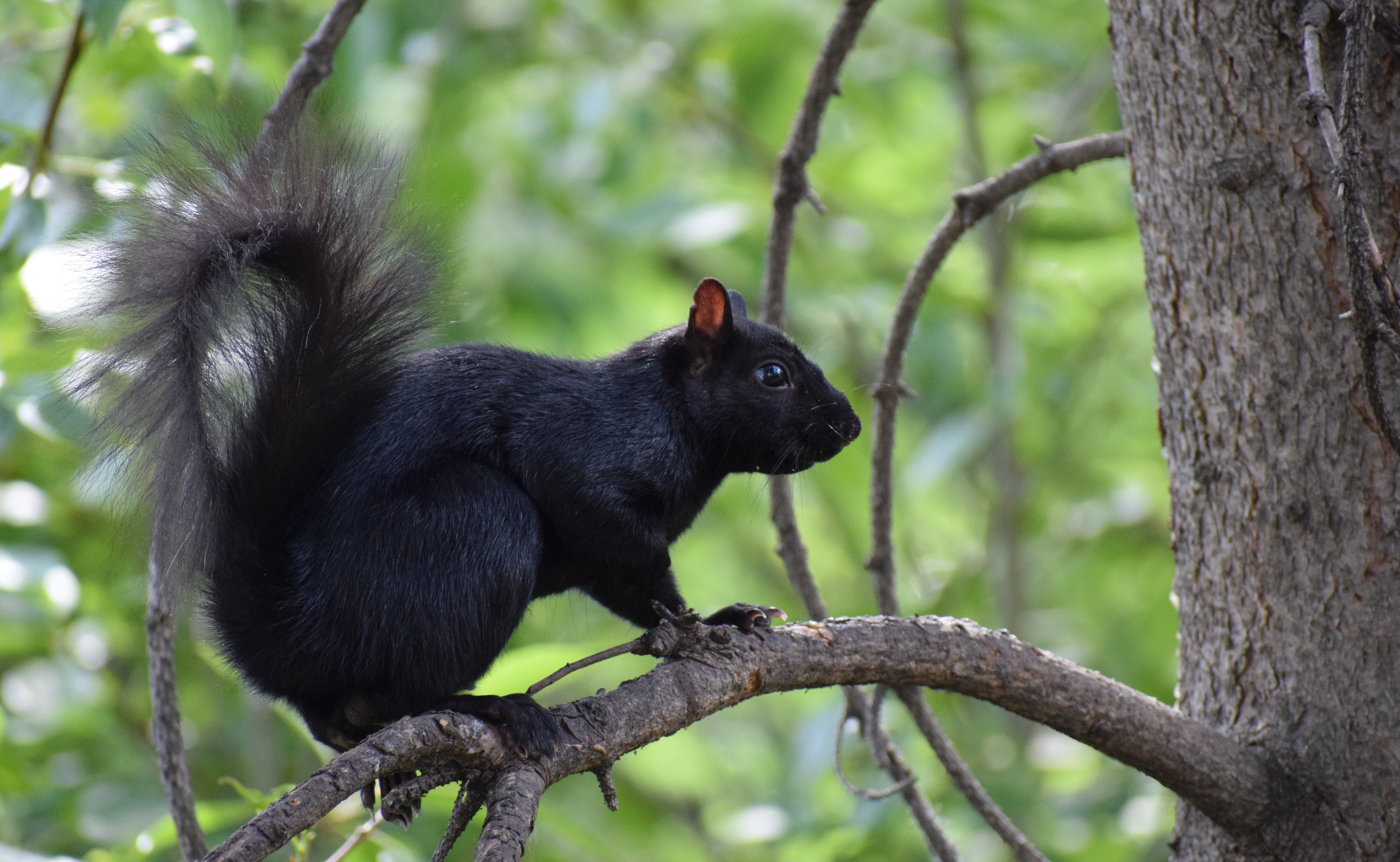
یک سنجاب خاکستری مشکی شرقی در کلگری، آلبرتا. این گونه در دهه ۱۹۳۰ وارد منطقه شد.

سنجاب‌های خاکستری شرقی، از جمله شکل‌های سیاه آن‌ها، در اوایل دهه ۱۹۰۰ وارد بریتیش کلمبیا شدند. این گونه همچنین بعداً به مناطق دیگری از کانادا که بومی آنها نبود، مانند کلگری، آلبرتا، معرفی شد. اکثریت سنجاب‌های خاکستری شرقی در کلگری به‌عنوان حیوانات خانگی یا حیوانات باغ‌وحش که در دهه ۱۹۳۰ از اسارت فرار کردند، منشأ گرفتند. همانند انتاریو، سنجاب‌های خاکستری سیاه شرقی اکنون شکل غالب گونه‌های موجود در کلگری هستند.ظاهراً جمعیت مورف سیاه‌پوست در ماریسویل، کانزاس به‌طور تصادفی در منطقه رها شدند. بر اساس گزارش‌ها، مورف‌های سیاه‌پوست در طول دهه ۱۹۲۰ به عنوان بخشی از نمایشگاهی برای یک سیرک به مریسویل آورده شدند، اما به‌طور تصادفی پس از اینکه کودکی در قفس را باز کرد، آزاد شدند. تلاش برای تکرار موفقیت برندسازی شهر مریسویل با سنجاب‌های سیاه نیز توسط ساکنان هابز، نیومکزیکو انجام شد. که بنا به گزارش‌ها، چند شکل سیاه رنگ را از مریسویل برای سکونت هابز گرفته‌است. با این حال، آنها در معرفی شکل‌های سیاه به هابز ناموفق بودند، به طوری که طبق گزارش‌ها، جمعیت سنجاب‌های محلی، سنجاب‌های سیاهی را که در آنجا رها شده بودند، کشتند. جمعیت سنجاب‌های سیاه در دره پایونیر ماساچوست از دو محموله سنجاب‌های سیاه میشیگان که برای فرانک استنلی بیوریج، بنیان‌گذار پارک استانلی در وستفیلد فرستاده شد، سرچشمه می‌گیرد. بنا بر گزارش‌ها، Beveridge سنجاب‌های سیاه را در پارکی که در اواخر دهه ۱۹۴۰ تأسیس کرد، رها کرد. جمعیت سنجاب‌های سیاه از آن زمان در سراسر دره پایونیر گسترش یافته‌است و جمعیت‌های زیادی در آمهرست و وستفیلد وجود دارد. در همین دوره، سنجاب‌های سیاه از کانادا نیز در پارک‌های پرینستون، نیوجرسی رها شدند.

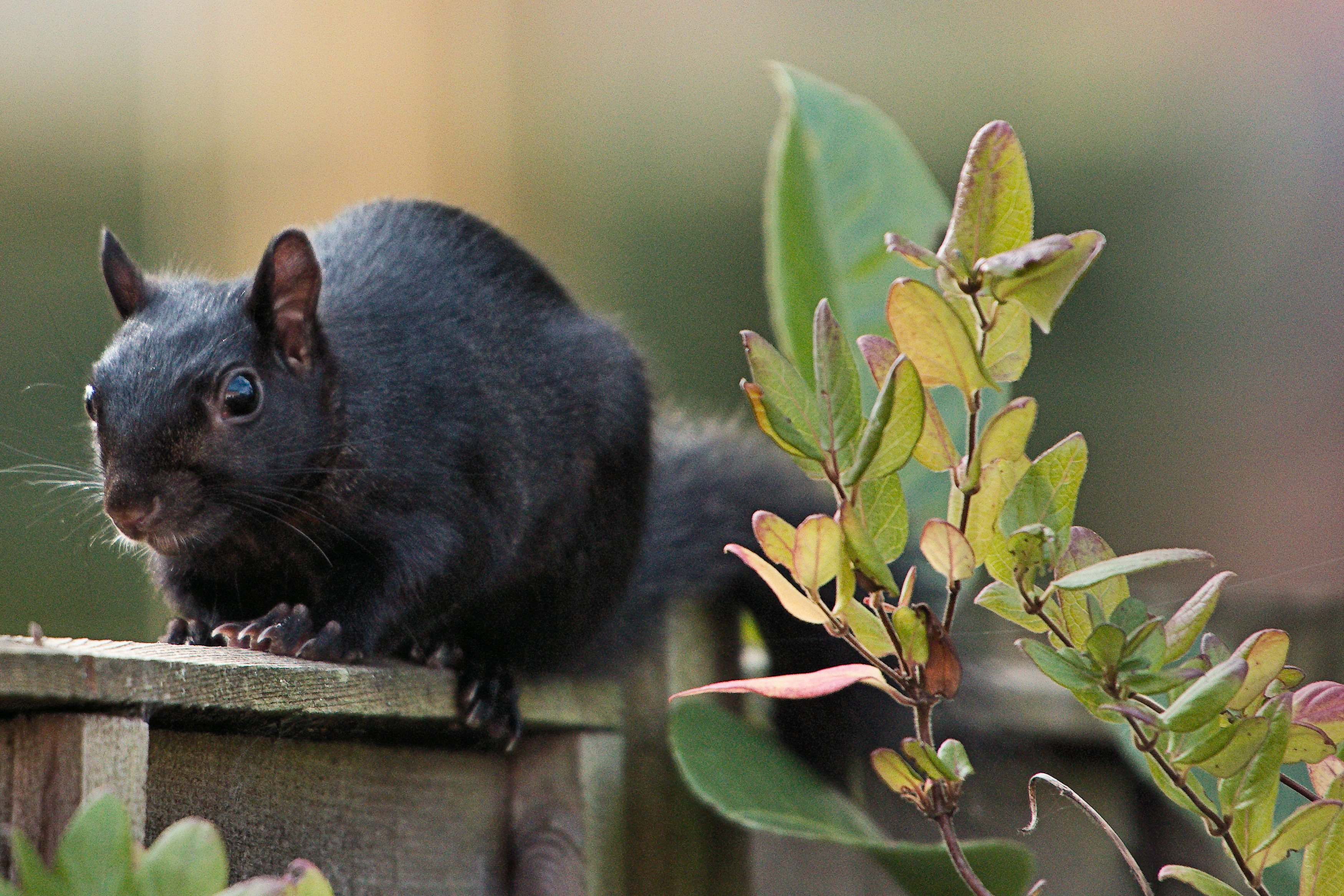
یک سنجاب خاکستری مشکی شرقی بالای حصاری در هرتفوردشایر بریتانیا

شکل‌های سیاه سنجاب‌های خاکستری شرقی نیز در بریتانیا وجود دارد. جمعیت سنجاب سیاه در بریتانیا از مورف‌های سیاهی که از آمریکای شمالی به ارمغان می‌آیند سرچشمه می‌گیرد، برخلاف جهش‌هایی که با جمعیت موجود سنجاب‌های خاکستری شرقی غیرملانیستی رخ داده‌است. با این حال، نحوه ورود این گونه به اکوسیستم کشور مشخص نشده‌است. برخی معتقدند که جمعیت مورف سیاه از سنجاب‌هایی که در قرن نوزدهم در طبیعت رها شده‌اند، منشأ گرفته‌اند، در حالی که برخی دیگر معتقدند که این جمعیت از مورف‌های سیاه در باغ‌وحش‌هایی که از اسارت فرار کرده‌اند، منشأ گرفته‌اند. اولین سنجاب سیاهی که در حیات وحش در بریتانیا ثبت شد در سال ۱۹۱۲ در ووبورن، بدفوردشر بود. تا سال ۲۰۰۹، شکل سیاه تقریباً نیمی از سنجاب‌ها را در کمبریج شایر و سایر مناطق انگلستان از جمله هرتفوردشایر و بدفوردشایر تشکیل می‌داد. در سال ۲۰۰۹ حدود ۲۵۰۰۰ سنجاب مورف سیاه در شرق انگلستان وجود دارد با این حال، از آنجایی که سنجاب‌های خاکستری شرقی (هم شکل‌های غیر ملانیستی و هم شکل‌های سیاه) جمعیت محلی سنجاب قرمز اوراسیا را تهدید می‌کنند، مقامات محلی شروع به تنظیم و کنترل گسترش این گونه در بخش‌هایی از انگلستان کرده‌اند.

## در فرهنگ
سنجاب‌های سیاه توسط چندین شهر و موسسات تحصیلات تکمیلی در ایالات متحده به منظور برندسازی روابط عمومی پذیرفته شده‌اند، که اغلب آنها را تبدیل به یک طلسم می‌کنند. 

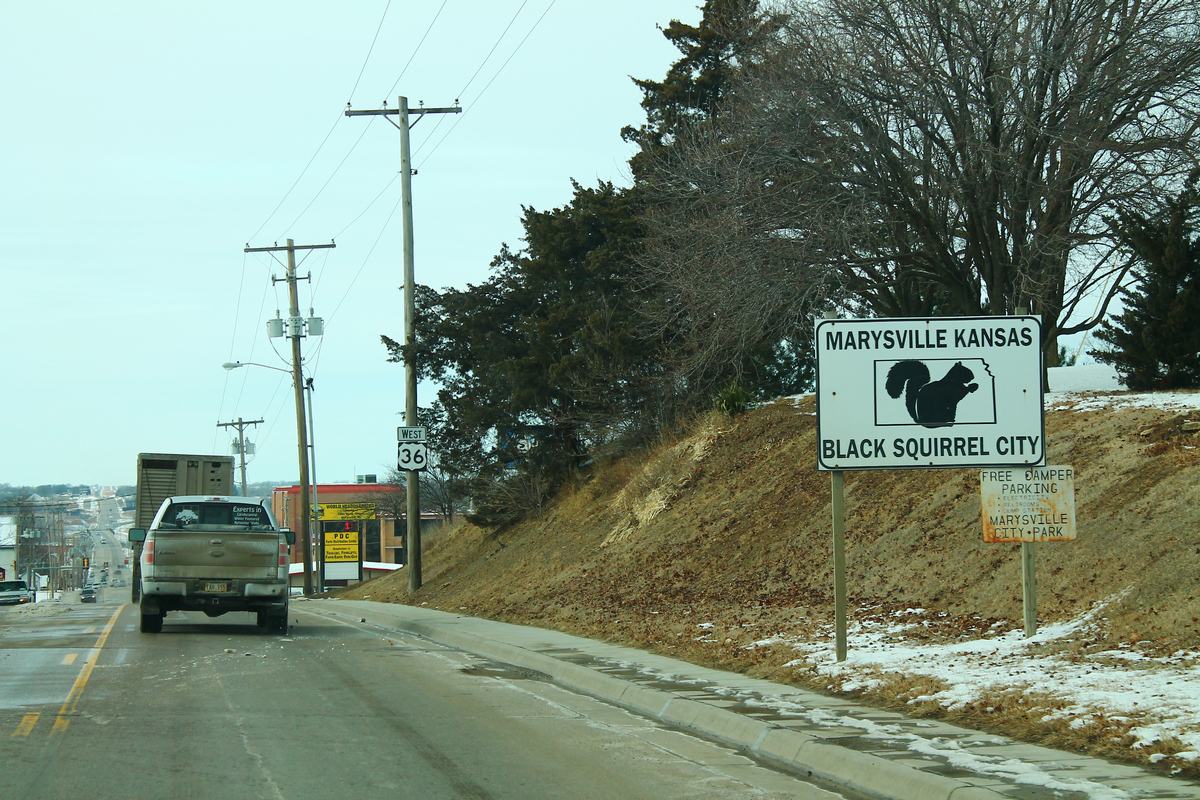
تابلویی در ماریسویل، کانزاس با یک سنجاب سیاه، طلسم رسمی شهر.

شهر ماریسویل، کانزاس، سنجاب‌های مورف سیاه را به عنوان طلسم رسمی شهر در سال ۱۹۷۲پذیرفت، و " آواز سنجاب سیاه " به سرود رسمی شهر در سال ۱۹۸۷ تبدیل شد  همان قانونی که آن را به عنوان یک طلسم رسمی تبدیل کرد، آزادی تجاوز به تمام اموال شهری، "مصونیت" از کلیه مقررات راهنمایی و رانندگی، و "اولین انتخاب از تمام گردوهای سیاه که در داخل شهر رشد می‌کنند" را برای "طلسم هاً فراهم کرد. مریسویل یکی از چندین جامعه در ایالات متحده است که با توجه به فرکانس پایین آنها در جنوب دریاچه‌های بزرگ، قوانین خاصی را برای محافظت از جمعیت مورف سیاه پوست وضع کرده‌است.  شهرهای دیگری که از سنجاب‌های سیاه حمایت قانونی می‌کنند عبارتند از شورای بلوفس، آیووا. که فرمانی را تصویب کرد که از تلاش برای تهدید آنها جلوگیری می‌کند. چندین دانشگاه نیز از سنجاب سیاه به عنوان طلسم یا نماد «غیر رسمی» برای مؤسسات خود برای اهداف روابط عمومی استفاده می‌کنند. موسسات تحصیلات تکمیلی معمولاً سنجاب سیاه را به عنوان یک طلسم غیررسمی برای اهداف برندسازی می‌پذیرند تا به رسمیت شناخته شوند و دیده شوند و تصویری از یک «پردیس سرگرم‌کننده کالج» ارائه کنند.  سنجاب سیاه به عنوان طلسم «غیر رسمی» دانشگاه ایالتی کنت و شهرستانی که در آن ساکن است از اواخر قرن بیستم مورد استفاده قرار گرفته‌است. دانشگاه ایالتی کنت میزبان سالانه «جشنواره سنجاب سیاه» است، جشنواره ای که یادآور معرفی این گونه در محوطه دانشگاه در سال ۱۹۶۱ است در سال ۲۰۰۹، مجسمه یک سنجاب سیاه در محوطه دانشگاه رونمایی شد.  انتشارات دانشگاه ایالتی کنت یک اثر تجاری را به نام «کتاب‌های سیاه سنجاب» به نام سنجاب‌های خاکستری رنگ سیاه که در محوطه دانشگاه زندگی می‌کنند، نامگذاری کرد. سایر دوره‌های تحصیلات تکمیلی که همچنین تبلیغات چاپی و دیجیتالی را به دلیل ارتباطش با سنجاب‌های سیاه جلب کرده‌اند شامل کالج آگوستانا، کالج ووستر و کالج سارا لارنس هستند.  برنامه دو و میدانی کالج هاورفورد، هاورفورد فوردز نیز سنجاب سیاه را به عنوان طلسم رسمی پذیرفت.

## ادبیات
سنجاب‌های سیاه شخصیت‌های اصلی سه‌گانه‌های فانتزی نویسنده بریتانیایی رابین جارویس ، موش‌های دپتفورد و تاریخ‌های دپتفورد هستند که حیواناتی انسان‌نما را به نمایش می‌گذارند. آنها به عنوان خون سلطنتی به تصویر کشیده می‌شوند و به عنوان عاقل‌ترین و نجیب‌ترین نوع سنجاب در نظر گرفته می‌شوند.سنجاب‌های سیاه در جنگل Mirkwood در افسانه JRR Tolkien زندگی می‌کنند.
 پرونده‌های رسانه‌ای مربوط به Melanism in squirrels در ویکی‌انبار 